# Maria Teresa del Liechtenstein
Maria Teresa del Liechtenstein (nome completo in tedesco Maria Theresia Anna Felicitas; 11 maggio 1694 – Vienna, 20 febbraio 1772) è stata contessa consorte di Soissons dal 1713 al 1729, in quanto moglie del principe Emanuele Tommaso, e, suo jure, duchessa di Troppau.

## Biografia
Suo padre era il principe Giovanni Adamo Andrea del Liechtenstein, che aveva acquistato le contee di Vaduz e Schellenberg, ora parte dell'attuale stato del Liechtenstein (anche se il primo principe a visitare Vaduz lo fece solo nel 1844). Sua madre, la principessa "Edmunda" Maria Teresa di Dietrichstein era una bisnipote di Adam von Dietrichstein (1527–1590), Hofmeister della corte dell'Imperatore Rodolfo II e sepolto nella Cattedrale di San Vito nel Castello di Praga.
Il padre di Maria Teresa morì nel 1712 senza lasciare eredi maschi in vita ed estinguendo così la linea principale del casato, che fu sostituita, nella titolarità del principato del Liechtenstein, da un ramo collaterale. Trasmise invece alla figlia il titolo ducale di Troppau (al quale evidentemente non si applicava la legge salica).
Il 24 ottobre 1713 a Vienna, Maria Teresa sposò Emanuele Tommaso, conte di Soissons e governatore di Anversa (1687-1729), secondo figlio maschio di Luigi Tommaso di Savoia-Carignano (e nipote collaterale del famoso principe Eugenio di Savoia), e di sua moglie Uranie de La Cropte de Beauvais. Ebbero un unico figlio, Eugenio Giovanni Francesco, il quale si fregiò anche, durante la sua breve vita, del titolo jure matris di duca di Troppau..
Con questo matrimonio ella divenne anche una principessa di Savoia, essendosi sposata in un ramo cadetto della casa regnante, che all'epoca era già divenuta titolare, con Vittorio Amedeo II di Savoia, prima del regno di Sicilia, poi di quello di Sardegna. Suo marito era un discendente dei Principi di Carignano, a cui Carlo Emanuele I, duca di Savoia concesse il principato come appannaggio per il suo terzo figlio maschio, Tommaso Francesco. La casa di Carignano sviluppò successivamente due rami minori, quelli di Soissons e Villafranca.
Alla sua morte senza figli sopravvissuti, nel 1772, lasciò eredi universali della sua immensa fortuna, compreso il ducato di Troppau, i principi del Liechtenstein (all'epoca Francesco Giuseppe I).

## Figli
- Eugenio Giovanni Francesco di Savoia (23 settembre 1714 - 24 novembre 1734); fu promesso nel 1732 a Maria Teresa Cybo-Malaspina (dal 1731 duchessa sovrana di Massa a principessa di Carrara), ma morì nel 1734 senza che il matrimonio potesse essere celebrato per l'età infantile della sposa.

## Ascendenza
|                                                         |                                                                |                                                         | Genitori                                                   |  |  | Nonni |  |  | Bisnonni                               |  |  | Trisnonni                                           |  |
|                                                         |                                                                |                                                         |                                                            |  |  |       |  |  | 8. Karl I, I principe di Liechtenstein |  |  | 16. Hartmann II, signora di Liechtenstein-Feldsberg |  |
|                                                         |                                                                |                                                         |                                                            |  |  |       |  |  | 8. Karl I, I principe di Liechtenstein |  |  | 16. Hartmann II, signora di Liechtenstein-Feldsberg |  |
|                                                         |                                                                | 17. Anna Maria von Ortenburg                            |                                                            |  |  |       |  |  | 8. Karl I, I principe di Liechtenstein |  |  |                                                     |  |
| 4. Karl Eusebius, II principe di Liechtenstein          |                                                                |                                                         |                                                            |  |  |       |  |  | 8. Karl I, I principe di Liechtenstein |  |  |                                                     |  |
|                                                         |                                                                | 9. Anna Marie Šemberová z Boskovic a Černé Hory         | 18. Jan, barone Šembera z Boskovic a Černé Hory            |  |  |       |  |  |                                        |  |  |                                                     |  |
|                                                         |                                                                | 9. Anna Marie Šemberová z Boskovic a Černé Hory         | 18. Jan, barone Šembera z Boskovic a Černé Hory            |  |  |       |  |  |                                        |  |  |                                                     |  |
|                                                         |                                                                | 9. Anna Marie Šemberová z Boskovic a Černé Hory         | 19. Ana Krajířová z Krajku                                 |  |  |       |  |  |                                        |  |  |                                                     |  |
| 2. Johann Adam I Andreas, III principe di Liechtenstein |                                                                | 9. Anna Marie Šemberová z Boskovic a Černé Hory         |                                                            |  |  |       |  |  |                                        |  |  |                                                     |  |
|                                                         |                                                                | 10. Maximilian, II principe di Dietrichstein-Nikolsburg | 20. Siegmund II, conte di Dietrichstein                    |  |  |       |  |  |                                        |  |  |                                                     |  |
|                                                         |                                                                | 10. Maximilian, II principe di Dietrichstein-Nikolsburg | 20. Siegmund II, conte di Dietrichstein                    |  |  |       |  |  |                                        |  |  |                                                     |  |
|                                                         |                                                                | 10. Maximilian, II principe di Dietrichstein-Nikolsburg | 21. Johanna Della Scala                                    |  |  |       |  |  |                                        |  |  |                                                     |  |
| 5. Johanna Beatrix von Dietrichstein-Nikolsburg         |                                                                | 10. Maximilian, II principe di Dietrichstein-Nikolsburg |                                                            |  |  |       |  |  |                                        |  |  |                                                     |  |
|                                                         |                                                                | 11. Anna Maria von Liechtenstein                        | 22. Karl I, I principe di Liechtenstein (= 8)              |  |  |       |  |  |                                        |  |  |                                                     |  |
|                                                         |                                                                | 11. Anna Maria von Liechtenstein                        | 22. Karl I, I principe di Liechtenstein (= 8)              |  |  |       |  |  |                                        |  |  |                                                     |  |
|                                                         |                                                                | 11. Anna Maria von Liechtenstein                        | 23. Anna Marie Šemberová z Boskovic a Černé Hory (= 9)     |  |  |       |  |  |                                        |  |  |                                                     |  |
| 1. Maria Theresia von Liechtenstein                     |                                                                | 11. Anna Maria von Liechtenstein                        |                                                            |  |  |       |  |  |                                        |  |  |                                                     |  |
|                                                         | 12. Maximilian, II principe di Dietrichstein-Nikolsburg (= 10) | 24. Siegmund II, conte di Dietrichstein (= 20)          |                                                            |  |  |       |  |  |                                        |  |  |                                                     |  |
|                                                         | 12. Maximilian, II principe di Dietrichstein-Nikolsburg (= 10) | 24. Siegmund II, conte di Dietrichstein (= 20)          |                                                            |  |  |       |  |  |                                        |  |  |                                                     |  |
|                                                         | 12. Maximilian, II principe di Dietrichstein-Nikolsburg (= 10) | 25. Johanna Della Scala (= 21)                          |                                                            |  |  |       |  |  |                                        |  |  |                                                     |  |
| 6. Ferdinand Joseph, III principe di Liechtenstein      | 12. Maximilian, II principe di Dietrichstein-Nikolsburg (= 10) |                                                         |                                                            |  |  |       |  |  |                                        |  |  |                                                     |  |
|                                                         |                                                                | 13. Anna Maria von Liechtenstein (= 11)                 | 26. Karl I, I principe di Liechtenstein (= 8, 22)          |  |  |       |  |  |                                        |  |  |                                                     |  |
|                                                         |                                                                | 13. Anna Maria von Liechtenstein (= 11)                 | 26. Karl I, I principe di Liechtenstein (= 8, 22)          |  |  |       |  |  |                                        |  |  |                                                     |  |
|                                                         |                                                                | 13. Anna Maria von Liechtenstein (= 11)                 | 27. Anna Marie Šemberová z Boskovic a Černé Hory (= 9, 23) |  |  |       |  |  |                                        |  |  |                                                     |  |
| 3. Edmunda Maria von Dietrichstein-Nikolsburg           |                                                                | 13. Anna Maria von Liechtenstein (= 11)                 |                                                            |  |  |       |  |  |                                        |  |  |                                                     |  |
|                                                         |                                                                | 14. Johann Anton I, II principe di Eggenberg            | 28. Hans Ulrich, I principe di Eggenberg                   |  |  |       |  |  |                                        |  |  |                                                     |  |
|                                                         |                                                                | 14. Johann Anton I, II principe di Eggenberg            | 28. Hans Ulrich, I principe di Eggenberg                   |  |  |       |  |  |                                        |  |  |                                                     |  |
|                                                         |                                                                | 14. Johann Anton I, II principe di Eggenberg            | 29. Maria Sidonia von Thannhausen                          |  |  |       |  |  |                                        |  |  |                                                     |  |
| 7. Maria Elisabeth von Eggenberg                        |                                                                | 14. Johann Anton I, II principe di Eggenberg            |                                                            |  |  |       |  |  |                                        |  |  |                                                     |  |
|                                                         |                                                                | 15. Anna Maria von Brandenburg-Bayreuth                 | 30. Christian, XI margravio di Brandeburgo-Bayreuth        |  |  |       |  |  |                                        |  |  |                                                     |  |
|                                                         |                                                                | 15. Anna Maria von Brandenburg-Bayreuth                 | 30. Christian, XI margravio di Brandeburgo-Bayreuth        |  |  |       |  |  |                                        |  |  |                                                     |  |
|                                                         |                                                                | 15. Anna Maria von Brandenburg-Bayreuth                 | 31. Marie von Preußen                                      |  |  |       |  |  |                                        |  |  |                                                     |  |
|                                                         |                                                                | 15. Anna Maria von Brandenburg-Bayreuth                 |                                                            |  |  |       |  |  |                                        |  |  |                                                     |  |